# Alfredo Anaya Orozco
Alfredo Anaya Orozco (Sahuayo, Michoacán; 1 de septiembre de 1981). Es un empresario y político mexicano, actualmente Diputado Local Distrito 4 con el Partido Verde Ecologista de México, pero no afiliado a ningún partido político. El 1 de octubre de 2021 es nombrado Secretario de Desarrollo Económico del Estado de Michoacán (SEDECO) por el Gobernador Alfredo Ramírez Bedolla, cargo que ocupó hasta el 31 de mayo del 2022. Fue diputado federal en la LXIII Legislatura del Congreso de la Unión de México en donde fungió como secretario de la Comisión de Energía y Presidente del Grupo de Amistad México-Azerbaiyán; además de ser integrante de las comisiones de Relaciones Exteriores y Juventud; es también integrante de la comisión especial de la Industria Vinícola y Berries. En abril de 2016 fue designado por la senadora Cristina Díaz Salazar secretaria general de la CNOP como secretario coordinador del Movimiento de Vinculación Empresarial de la CNOP. Fue diputado local para la LIX Legislatura del Congreso de Michoacán.

## Datos personales
Hijo del empresario y político Michoacano Alfredo Anaya Gudiño, quien fuera presidente municipal de Sahuayo, tres veces diputado federal y dos veces diputado local, y candidato al gobierno del estado de Michoacán en el 2001 y de su esposa María Guadalupe Orozco. En 2008 contrae matrimonio y posteriormente nacen sus dos hijas. 
Es licenciado en Comercio Internacional por el Instituto Tecnológico de Estudios Superiores de Occidente, tiene estudios en Finanzas, Administración y Alta Dirección de Empresas. 

## Actividad Profesional
En el sector privado se ha desempeñado como subgerente de "Administración de Servicios y Transportes de Michoacán"; gerente de "Milenium Agente de Seguros"; Director de Contraloría General de "Consorcio Alfa Omega" y posteriormente como Director General de la misma. Es también socio y accionista de varias empresas mexicanas.

## Vida Partidista
Actualmente no milita con ningún partido político. Fue integrante del Partido Revolucionario Institucional desde 1999 hasta 2023. Como parte de su carrera política destaca su labor como Coordinador Juvenil de la campaña por la gubernatura de Michoacán en 2001; en 2002 fue nombrado por primera vez Consejero Político Estatal del PRI en el estado de Michoacán, cargo que volvería a ocupar en 2014; en 2004 fue nombrado Delegado Regional del Frente Juvenil Revolucionario en los estados de Michoacán, Jalisco, Colima y Nayarit. En 2006 se desempeñó como coordinador del programa "Intégrate" durante la campaña presidencial de Roberto Madrazo.
En 2006 es nombrado miembro del Consejo Político Nacional del Partido Revolucionario Institucional y en 2016 es nombrado secretario coordinador del Movimiento de Vinculación Empresarial de la CNOP a nivel nacional. Posteriormente vuelve a ser consejero nacional y estatal del Partido Revolucionario Institucional.  